# Steve Trevor
Steven Rockwell "Steve Trevor é um personagem fictício de histórias em quadrinhos publicadas pela editora estadunidense DC Comics, criado por William Moulton Marston, como par romântico de Diana Prince, a Mulher Maravilha.

## Biografia ficcional
A patente militar de Steve Trevor é a de major da Força Aérea dos Estados Unidos, que durante a II Guerra Mundial teria numa missão de combate caído na Ilha Paraíso, próximo à costa da Grécia em 1942, habitada pelas amazonas. Como nesta ilha a presença masculina era proibida por ordem da Rainha Hipólita (ela abre depois uma exceção em virtude do casamento de sua filha com Steve Trevor e com isso Steve também passa a ser Príncipe de Themyscira), seguindo orientação da deusa Afrodite, a presença de Steve não poderia ser definitiva. Então a Rainha Hipólita ordenara que fosse feito um torneio para que a vencedora levasse Steve Trevor de volta aos Estados Unidos. Nisto a Princesa Diana acabara apaixonando-se por Steve e entraria disfarçada no torneio e, vencendo-o, receberia o uniforme de Mulher Maravilha.
Chegando à América, Diana primeiro fora sua enfermeira em trajes civis para manter sua identidade de super-heroína em sigilo.
Posteriormente Princesa Diana passaria a ser secretária de Steve Trevor, que por sua vez mantinha uma relação de amor platônico tanto por Princesa Diana como pela Mulher Maravilha. Mas em quadrinhos há episódios que Steve e a Mulher-Maravilha se beijam ardentemente e são até casados e até uma hilária cena em que a princesa amazona numa mancada deixa um bife cru, gelatina quente, torradas queimadas e café gelado e Steve fica abismado com a mancada desastrada de sua amada na cozinha e a própria princesa amazona não se dá conta da verdadeira mancada que acabara de fazer justamente com o marido no seu primeiro café da manhã. Coisas de recém casados e de uma princesa que além de super-heroína tem de ser ainda dona de casa, cuidar de filhas e do marido como uma dona de casa  e ainda trabalhar ao lado do marido, e em outra cena extraída dos quadrinhos o casal com a filha mais velha ainda criança vão a um zoológico e encontram um coleguinha de colégio e a amazona tem de cuidar da filha e do amiguinho. 
Steve e Mulher-Maravilha têm quatro filhosː Hippolyta Trevor (em homenagem a avó materna, a Rainha Hippolyta) e Stephanie Trevor, que herdam da mãe os poderes de guerreira amazona da Mulher-Maravilha. Ao se casarem, Steve Trevor conseguiu a permissão da Rainha Hippolita de ser o único homem que pode estar em Themyscira sem impedimento de Afrodite e passa a fazer parte da Família Real com o título de Príncipe. E tem um filho  chamado Steve Prince Rockell Trevor Jr. e Rhea Antiope Prince Rockwell Trevor

## Eras

### Era de Ouro
Na Era de Ouro, Steve Trevor é o oficial de inteligência dos EUA que, durante a 2ª Guerra Mundial, cai na terra natal das amazonas e é resgatado e tratado pela princesa da ilha, que, ao sair para levá-lo de volta a seu país, decide ir junto e tornar-se a embaixadora do restante da população feminina frente ao mundo até então desconhecido dela.

### Era de Prata
Steve Trevor é assassinado e em meados da década de 70 ressuscitado pela Deusa Afrodite com uma nova identidade de Steve Howard.

### Pós-Crise
Filho de Diana Trevor, um piloto da Força Aérea Americana da 2ª Guerra Mundial; durante uma missão, seu avião cai na ilha Paraíso.

### Novos 52
Nos Novos 52, o personagem foi membro dos grupos Team 7 e A.R.G.U.S., sendo o primeiro contato humano da Mulher-Maravilha.

## Adaptações
No seriado de TV da Mulher-Maravilha, de 1976 a 1979, o personagem Steve Trevor foi interpretado pelo ator Lyle Waggoner. Ele era o parceiro da protagonista vivida por Lynda Carter. Steve Trevor era major da Força Aérea Americana. A partir da segunda temporada, ambientada entre 1975 e 1979, apareceria Steve Leonard Trevor Jr., o filho que teve com Etta Candy, após a volta de Diana à Ilha Paraíso na passagem de tempo da primeira à segunda temporada. Ele era um espião e agente secreto da IADC que, assim como o pai, tinha um amor platônico tanto por Diana quanto pela Mulher-Maravilha, sem saber que eram a mesma pessoa.
Na série animada da Liga da Justiça, Steve Trevor é introduzido nos 3 últimos episódios da primeira temporada ("The Savage Time" partes 1, 2 e 3) onde os membros da Liga viajam de volta no tempo e Diana acaba resgatando Trevor durante um confronto. Após o final dos acontecimentos da primeira temporada, Diana visita Steve, já velho, em um asilo. 

### Batman Vs. Superman: A Origem da Justiça(2016)
Steve Trevor é interpretado por Chris Pine que aparece rapidamente em uma fotografia que o Bruce Wayne (Ben Affleck) envia a Diana Prince (Gal Gadot). 

### Mulher Maravilha(2017)
Em Mulher Maravilha Chris Pine retorna como Steve Trevor e o filme conta a origem da Mulher Maravilha, onde Steve é um espião americano infiltrado no comando alemão e pega pistas de um gás que pode matar todo o mundo ao tentar fugir Steve cai em Themycera onde conhece Diana (Gal Gadot) e juntos decidem impedir o General Erich Ludendorff interpretado por Danny Huston na jornada até a Inglaterra ele pede ajuda a seus velhos amigos Sammer / Falcão Negro (Saïd Taghmaoui), Chef (Eugene Brave Rock) e Charlie (Ewen Bremner) e partem para a Alemanha onde Steve e Diana começam a criar uma relação onde se beijam em uma festa na Bélgica, após uma discussão entre eles Steve e seus aliados vão até o comando alemão impedir o lançamento de um avião contendo o gás onde em um ato final Steve entrega seu relógio a Diana e rouba o avião voando até uma distância onde o gás não se espalharia e atira no gás morrendo na explosão.

### Liga da Justiça(2017)
Em Liga da Justiça na versão dos cinemas refilmadas por Joss Whedon Steve é mencionado em uma briga de Diana Prince (Gal Gadot) e Bruce Wayne (Ben Affleck) essa cena foi cortada de Liga da Justiça de Zack Snyder (2021) pois Snyder achava ela completamente ridícula e nunca esteve em seus planos adicionar essa cena.

### Mulher-Maravilha 1984(2020)
Em Mulher-Maravilha 1984 Chris Pine retornar como Steve Trevor depois que Diana (Gal Gadot) usa uma pedra dos desejos para trazer Steve de volta e por consequência ela perde seus poderes, a jornada dos dois é impedir Maxwell Lord (Pedro Pascal)de conquistar o mundo já que ele se tornou a Pedra dos Desejos no caminho eles são impedidos por Barbara Minerva / Mulher-Leopardo interpretada por Kristen Wiig no ato final do filme após Steve dizer que ela tem que seguir em frente e esquecer ele, Diana renuncia ao seu desejo onde Steve morre novamente.